# Red Snake (film)
Red Snake è un film del 2019 diretto da Caroline Fourest, ispirato a fatti reali.

## Trama
Nel Kurdistan iracheno i miliziani dell'ISIS saccheggiano un pacifico villaggio di yazidi, considerati apostati in quanto praticano un'antica religione monoteista che venera sette angeli dei quali il più importante è l'angelo pavone. Gli uomini validi sono immediatamente eliminati, mentre le ragazze più belle e i bambini vengono rapiti.
Le donne sono sfruttate per soddisfare gli appetiti sessuali dei combattenti jihadisti tra i quali primeggia un foreign fighter, Al Britani, che sembra aver ben assimilato i principi del fondamentalismo islamico, mentre i bambini vengono indottrinati ed armati in favore della causa jihadista. La protagonista Zara, una giovane ragazza yazida, riesce a fuggire ed a raggiungere una zona libera controllata dall'esercito curdo dove viene accolta e assistita.
Qui, decide di unirsi alle Sorelle di Armi (con il nome di battaglia di Red Snake), una brigata internazionale della resistenza affiancata all'esercito del Kurdistan iracheno e composta da donne di provenienza e trascorsi eterogenei, tutte molto coese a causa delle comuni motivazioni di rivalsa che le hanno spinte al combattimento per una società più giusta. Diventate abili e combattenti, le Sorelle di Armi affrontano con coraggio vari scontri contro i miliziani dell'autoproclamato califfato, terrorizzati dall'idea di morire per mano loro, a causa della dottrina islamica secondo la quale non si è ammessi in paradiso se si è uccisi da una donna.

## Distribuzione
Il film non è passato dalle sale cinematografiche italiane; tuttavia è reperibile in DVD.